# Planchonella calcarea
Planchonella calcarea är en tvåhjärtbladig växtart som först beskrevs av Takahide Hosokawa, och fick sitt nu gällande namn av Pieter van Royen. Planchonella calcarea ingår i släktet Planchonella och familjen Sapotaceae. Inga underarter finns listade i Catalogue of Life.